# Cariré
Cariré is een gemeente in de Braziliaanse deelstaat Ceará. De gemeente telt 19.132 inwoners (schatting 2009).
De gemeente grenst aan Varjota, Groaíras, Mucambo, Reriutaba, Sobral, Santa Quitéria en Pacujá.